# 孟子 (書物)
『孟子』（もうじ、もうし、拼音: Mèngzǐ）は、儒教の思想家である孟子の逸話・問答の集成である。成立は紀元前4世紀後半・戦国時代まで遡る。宋代以降は「四書」「十三経」に含められ儒教経典の一つとされる。

## 著者
中国の歴史を通して、『孟子』の著者が誰であるかについて複数の見解があった。司馬遷は、『孟子』は孟子が自らの弟子である公孫丑・萬章とともに書き上げたものであるとしている。一方、朱熹・趙岐・焦循らは、孟子が自分一人で書き上げたとしている。韓愈・孫奭・晁公武らは、孟子の死後公孫丑と萬章が自身の記録や記憶を基にして『孟子』を著したとしている。

## 日本における『孟子』

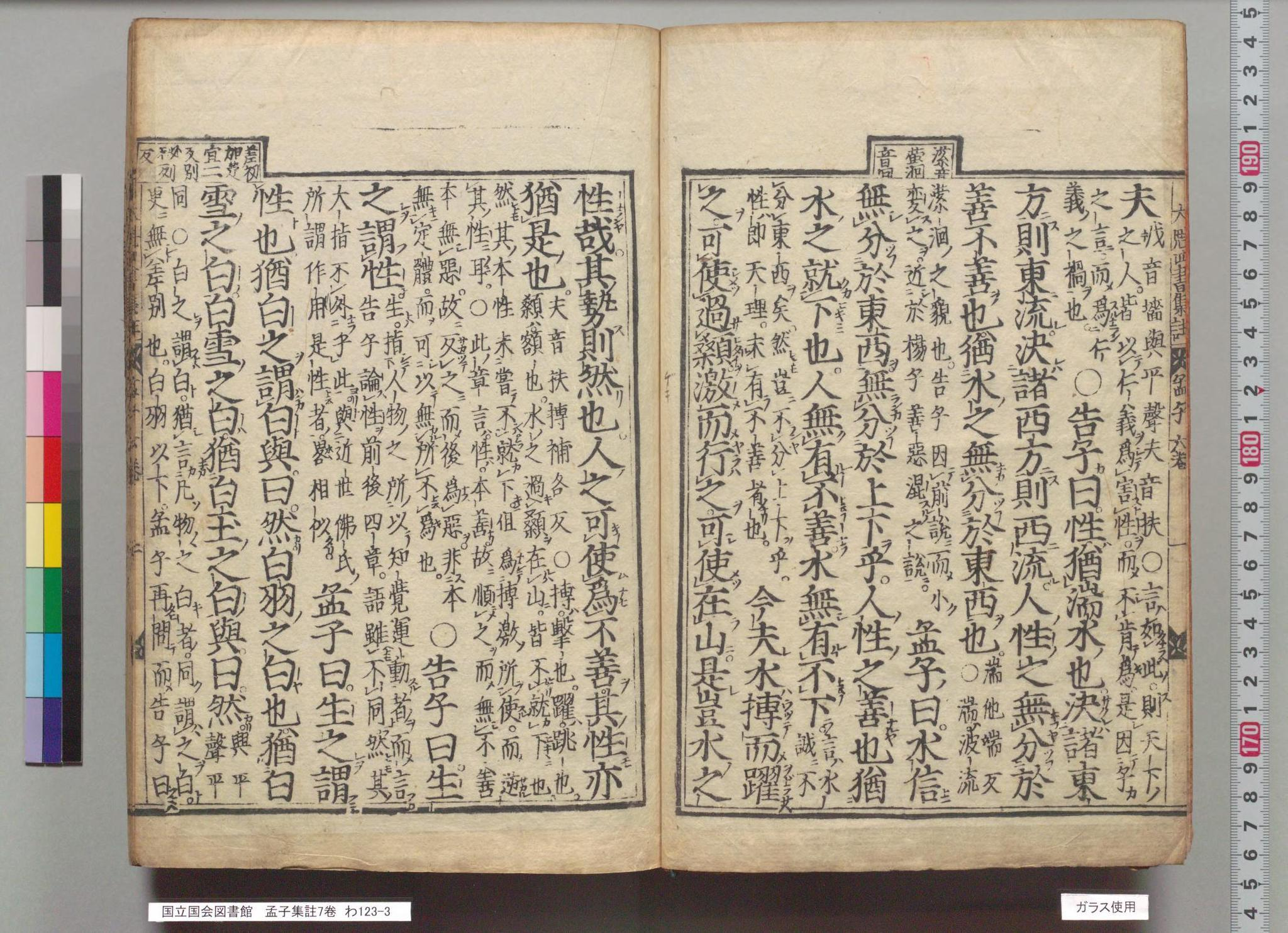
『孟子集註』江戸時代の刊本